# 보스턴 공공도서관

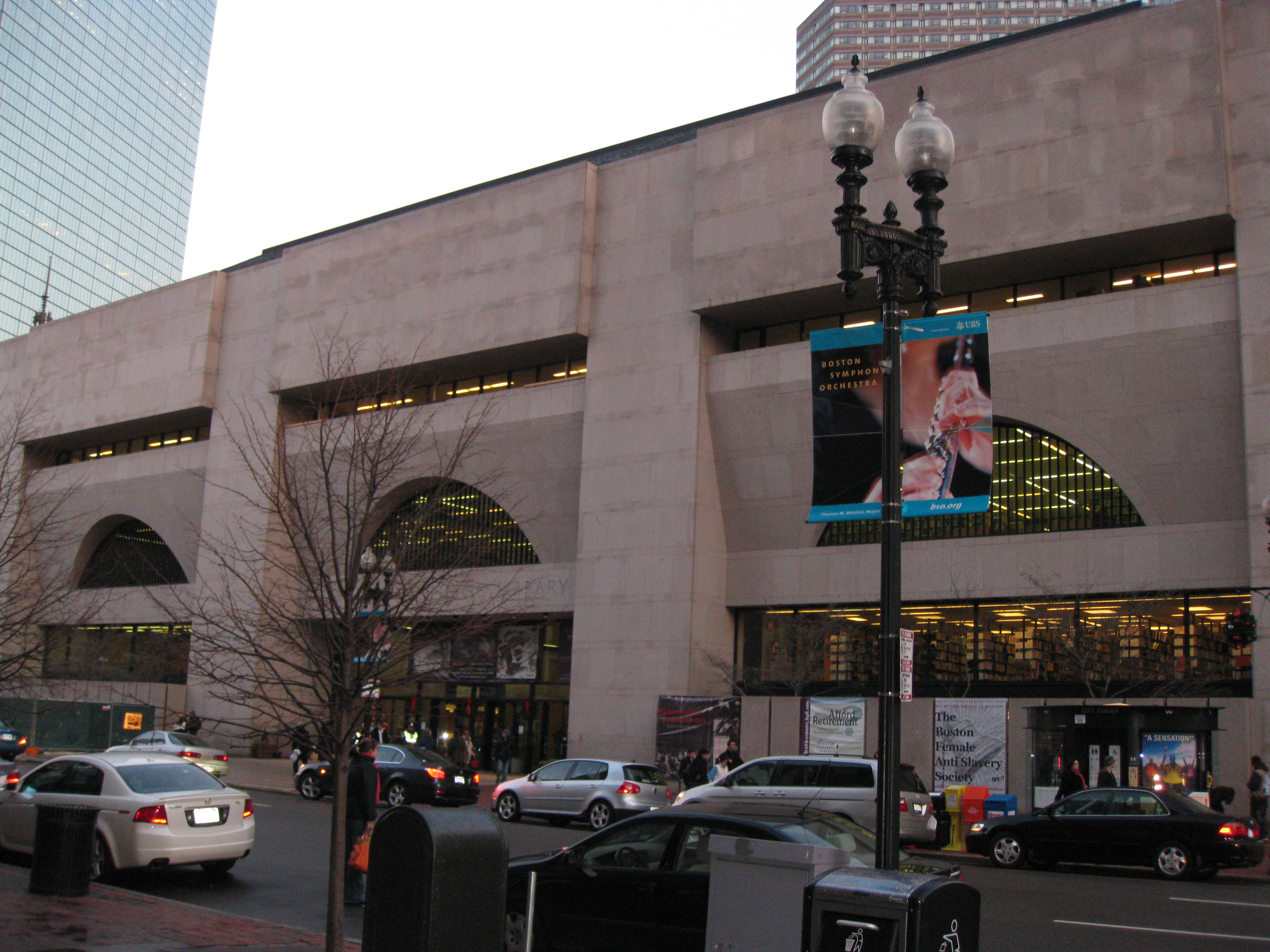
보스턴 공공도서관

보스턴 공공도서관(Boston Public Library)은 미국 매사추세츠주 보스턴에 위치한 공공도서관이다. 1848년 설립되었다. 약 1,900만권의 도서와 전자 자료들을 소장하고 있다. 미국 도서관 협회에 따르면 미국 의회도서관(약 3,400만권을 소장함.) 다음으로 미국에서 가장 큰 공공도서관이다.